# Peribaea plebeia
Peribaea plebeia là một loài ruồi trong họ Tachinidae.